# Aristides Sousa Mendes
Aristides de Sousa Mendes do Amaral e Abranches (19. července 1885 Cabanas de Viriato – 3. dubna 1954 Lisabon) byl portugalský šlechtic a diplomat. Jako konzul v Bordeaux vydal v květnu a červnu 1940 navzdory instrukcím své vlády vstupní víza do Portugalska tisícům uprchlíků. Obvykle je udáváno, že šlo celkem o 30 000 osob, z toho asi 10 000 Židů, což ale někteří historici považují za dosti nadsazené.
Má vláda odmítla vydávat víza jakýmkoliv uprchlíkům. Ale já nemohu poslat ty lidi na smrt. ... Jsem rozhodnut vydat vízum každému, kdo si o ně řekne. ... I kdybych měl být propuštěn, musím jednat jako křesťan, jak mi káže mé svědomí.
Aristides de Sousa Mendes, Bordeaux 1940
V říjnu roku 1940 byl pro tuto svou činnost svými nadřízenými suspendován, ale stále dostával plat a byl veden v portugalském seznamu diplomatů. V roce 1945 ho stihla mrtvice, která ho částečně paralyzovala. Po válce se potýkal s nedostatkem financí. Zemřel v chudobě roku 1954. V roce 1967 mu Jad Vašem udělil titul Spravedlivý mezi národy. V roce 1987 Portugalsko rehabilitovalo jeho památku. Na konci roku 2006 jej hlasy diváků RTP umístily v první desítce ankety Naši velcí Portugalci, v následujícím druhém kole (vybíralo se již jen z první desítky) se pak umístil na třetím místě, za Antóniem Salazarem a Álvarem Cunhalem.